# Essey-et-Maizerais
Essey-et-Maizerais település Franciaországban, Meurthe-et-Moselle megyében. Lakosainak száma 328 fő (2022. január 1.). Essey-et-Maizerais Euvezin, Flirey, Pannes, Saint-Baussant és Lahayville községekkel határos.

## Népesség
A település népességének változása:
| Lakosok száma | 351  | 302  | 284  | 378  | 395  | 400  | 360  | 332  | 324  | 328  |
|               | 1968 | 1982 | 1990 | 2006 | 2013 | 2015 | 2017 | 2019 | 2020 | 2022 |